# Egilmar 2. af Oldenburg
Egilmar 2. (født før 1108, død efter 1142), også kendt som Elimar, Engilmar og Egelmar, var en tysk greve, der i perioden mellem 1108 og 1142 herskede over et område i Nordtyskland, der udviklede sig til Grevskabet Oldenburg. Han og hans far med samme navn bliver i historiografien betegnet som Egilmarerne. Egilmar er en af stamfædrene til Huset Oldenburg.

## Ægteskab og børn
Egilmar 2. var gift med Eilika af Werl-Rietberg, datter af Grev Henrik af Rietberg og Grevinde Beatrix af Hildrizhausen. I ægteskabet blev der født følgende børn:
- Henrik 1., Greve af Oldenburg-Wildeshausen-Bruchhausen (ca. 1122–1167)

∞ Salome von Zuthpen-Geldern
- Christian 1., Greve af Oldenburg, kaldet Christian den Stridbare (ca. 1123 – 1167)

∞ Kunigunde von Versfleth
- Beatrix (ca. 1124 – før 1184)

∞ 1150 Edelherr Friedrich von Ampfurt
- Eilika (ca. 1126 – 28. februar 1189)

∞ Grev Henrik 1. Tecklenburg
- Otto (ca. 1130 – 22. juli 1184), domprovst i Bremen[1][2]

## Eksterne links
- Die Oldenburger Grafen Arkiveret 28. februar 2009 hos  Wayback Machine (tysk)